# Islington Tunnel
De Islington Tunnel is een scheepvaarttunnel in Angel in het Londense district Islington. De tunnel maakt deel uit van het Regent's Canal, dat de Paddington-arm van het Grand Union Canal met de Theems verbindt.
De tunnel is 878 m lang en werd gebouwd door de ingenieur James Morgan. De tunnel wordt beheerd door British Waterways.
De tunnel werd geopend in 1811. Omdat er in de tunnel geen jaagpad is, moesten de eerste boten door middel van legging door de tunnel voortbewogen worden. Al in 1826 kwam er een stoomsleepboot, die zich via een ketting op de bodem voortsleepte. Deze techniek zou meer dan honderd jaar in gebruik blijven, maar in de jaren 1930 werd de stoomboot vervangen door een dieselboot, die momenteel niet meer in gebruik is.
Ondanks dat er in de tunnel geen jaagpad is, kun je toch het traject volgen. Bovengronds zijn op de straten markeringen aangebracht, die je kan volgen. Je komt dan onder meer langs het metrostation Angel in de gelijknamige Londense wijk.
De twee andere tunnels op het Regent's Canal in Londen zijn de Maida Hill Tunnel en de Lisson Grove Tunnel (of Eyre's Tunnel).

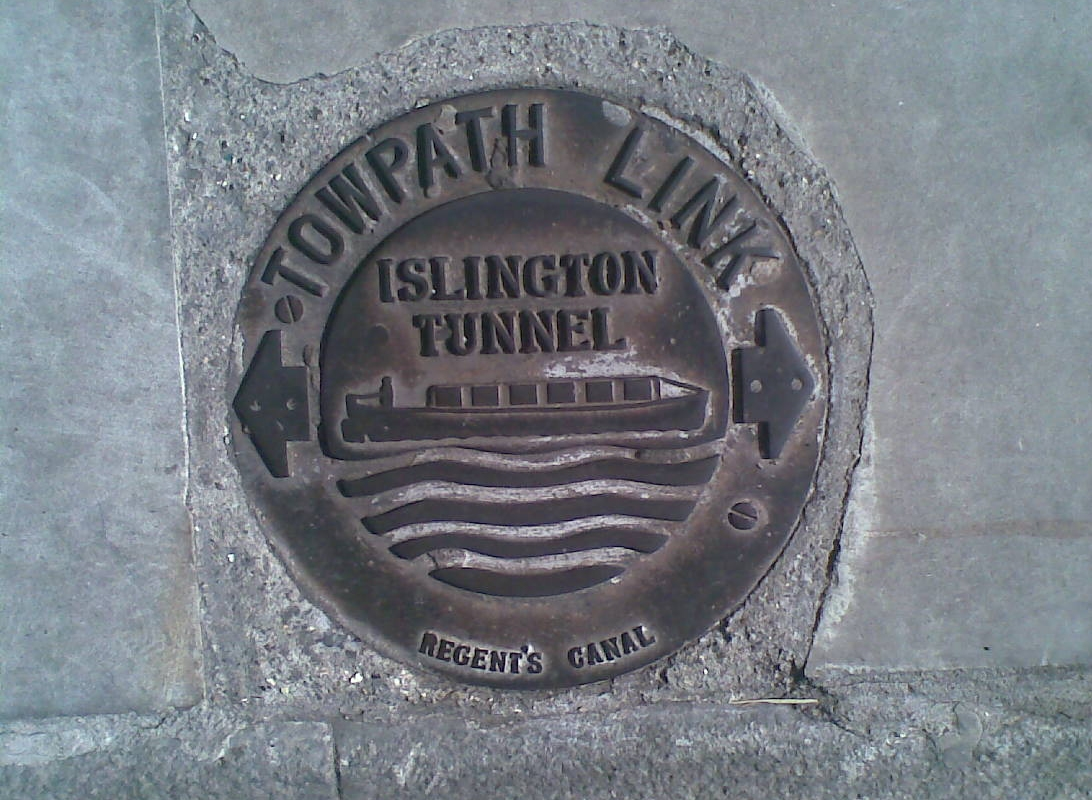
wegmarkering oude stijl
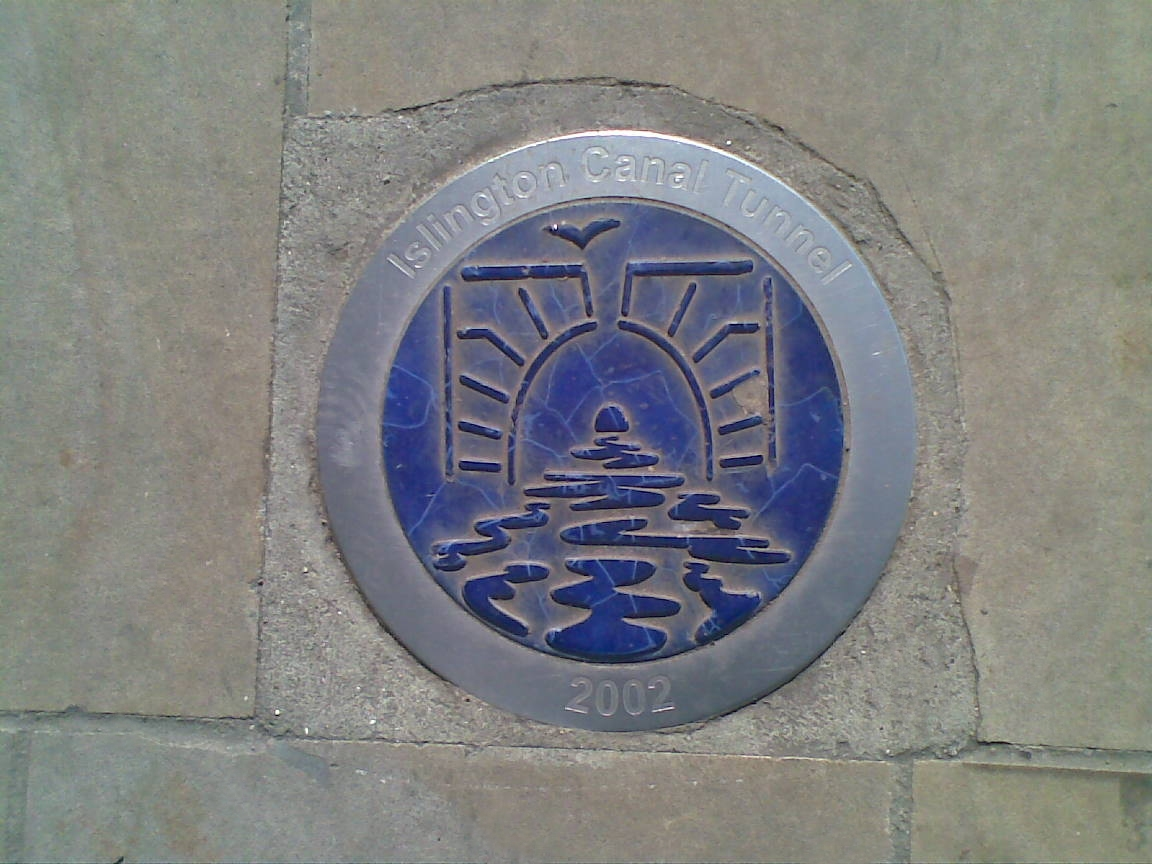
wegmarkering nieuwe stijl
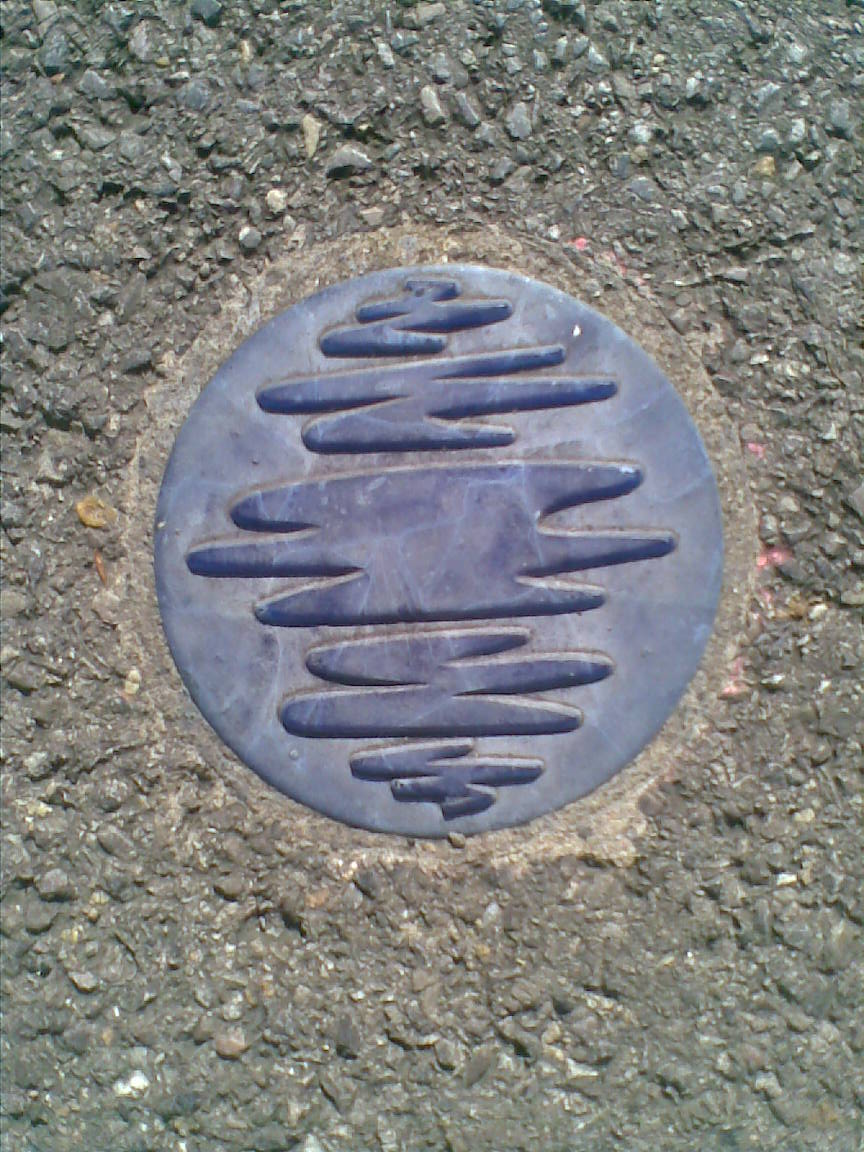
kleinere wegmarkering